# Жумабеков, Газиз Сейтжанович

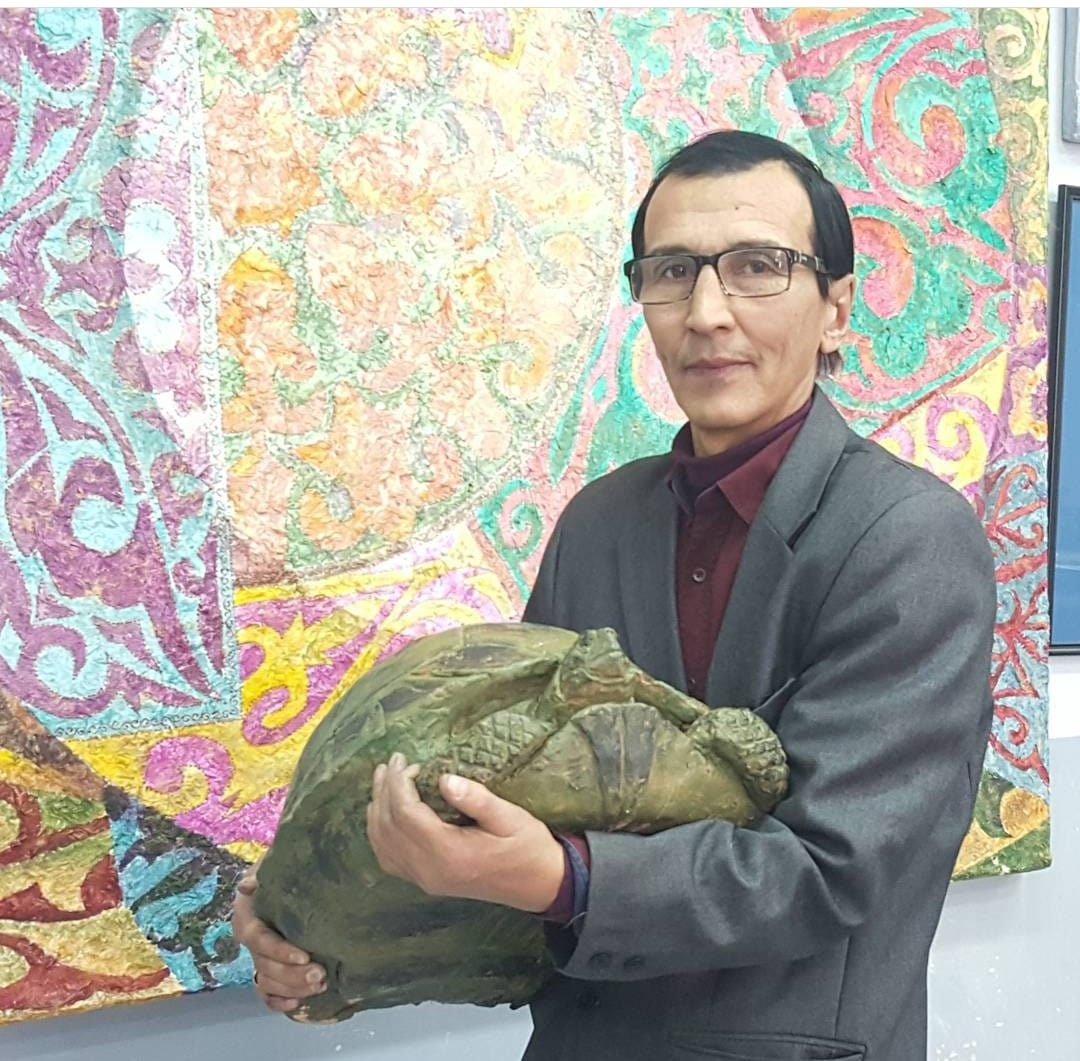
Gaziz Zhumabekov

Жумабеков, Газиз Сейтжанович (каз. Жұмабеков Ғазиз Сейтжанұлы; родился 8 ноября 1963 год, село Сейфуллин, Сакен, Жанааркинский район, Карагандинская область)) — казахстанский живописец, скульптор, керамист, лауреат второго Всесоюзного фестиваля народного творчества, Москва 1987 год, член Евразийского Союза Дизайнеров (17 октября 2012 год).

## Биография
Родился 8 ноября 1963 года в село Сейфуллин, Сакен, Жанааркинский район, Карагандинская области в семье школьного учителя. Отец Искаков Султан (каз. Ысқақов Сұлтан) 1938 года рождения, преподаватель химии и биологии — 48 лет проработал в системе образования. Мама — Сейтжанова Толеу Сейтжановна (Сейтжанова Төлеу Сейтжанқызы) родилась в 1938 году в Карагандинской области, село Актау. Работала заведующим Дома культуры село Сейфуллин, Сакен, Карагандинской области.

## Образование
Среднее образование получил в школе Ынтымак (Ынтымақ) село Сейфуллин, Сакен (с 1970 по 1980). В 1980 году поступил на художественно — графический факультет Жезказганского педагогического Института.

## Служба в армии
С 1985 год по 1987 год проходил срочную воинскую службу в мотострелковом полку в Семипалатинском испытательном полигоне. Воинское звание — сержант. Воинская специальность командир (БМП) Боевая машина пехоты.

## Семья
Жена — Кулумбетова Каршыга Алдановна(род. 1964 году 15 октября), поженились в ноябре в 1987 году.

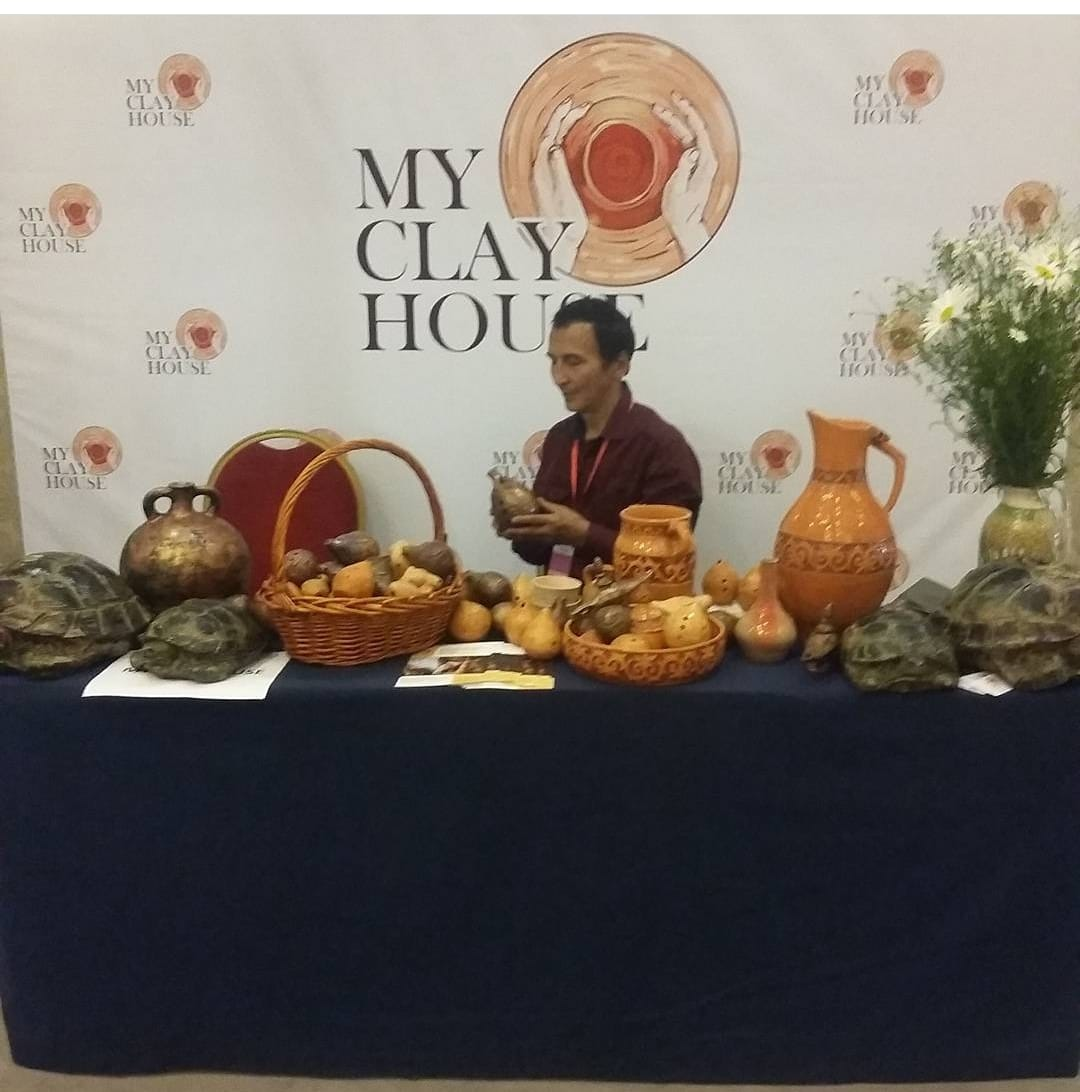
Ярмарка My Clay House

Имеет 3 дочери и сына.

## Карьера
С 1985 года — учитель Черчение, рисования и труда в Жанааркинской восьмилетней школе в поселке Аппаз.
С 1988 по 1998 года — работал Художником оформителем в Дом культуры поселка Атасу.
С 1998 по 2001 года — Художник оформитель в курорте Сарыагаш.
С 2001 по 2005 года — Художник оформитель в Дом культуре поселка Атасу.
С 2005 по 2008 года — Учитель Черчение, рисования и труд в школах № 50 и № 18 города Караганда.
С 2008 по 2011 года — Научный сотрудник ГУ Карагандинского историко — краеведческого музея.
С 2011 по 2013 года — Художник оформитель Карагандинского Зоологического Парка.
С 2013 по 2015 года — Преподаватель дизайна Жезказганского Университета имени А. Байконурова.
С 2015 по 2016 года — Учитель Рисования и Керамики школы имени Кастеева, Абылхан при ЮНЕСКО.
С 2016 по настоящее время — Наставник Молодёжной организации, эксперт по керамике в Министерство образования и науки Казахстана
С 2020 по настоящее время — Учитель по Керамике в Школе Искусств № 2.
С 2023 года является академиком Национальной академии дизайна

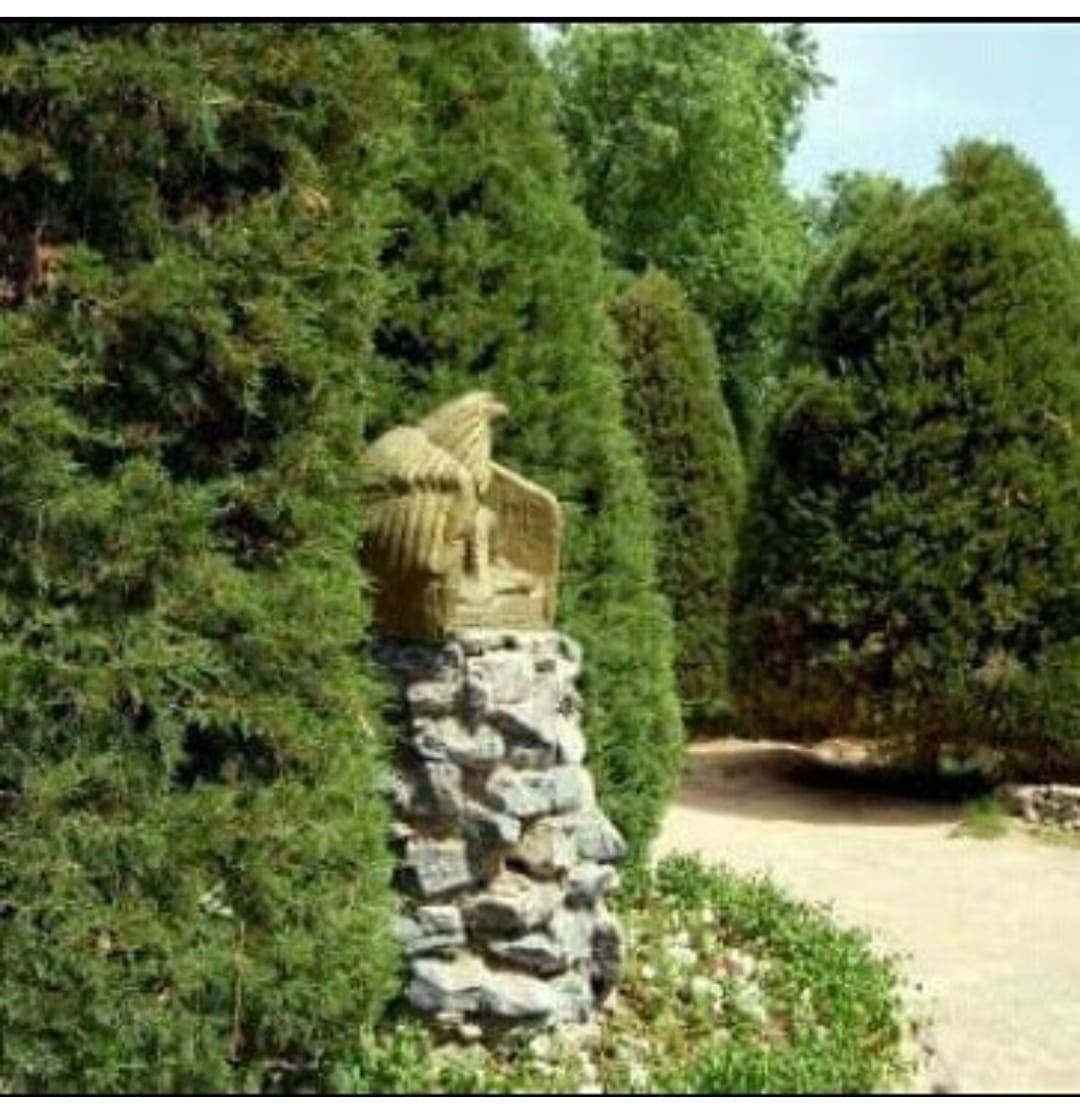
Бүркіт - Сарыағаш символы

## Список творческих работ
Республиканская выставка среди студентов «Студенческая жизнь» серия графических работ город Уральск (06.11.1983 г.)
Персональная выставка серия графических рисунков посвященный XII Всемирному фестивалю г. Жезказган (22.04.1985 г.)
Республиканская выставка среди студентов. Серия политических плакатов г. Караганда (08.04.1985г)
Районная выставка картина «Хатын» в размере 70х120, «Автопортрет» в размере 70Х90. холст, масло п. Атасу 12.12.1987 г.
Всесоюзная выставка в рамках III Всесоюзного фестиваля народного творчества «Нашествие монголо — татаров на Отрар» . Холст, масло, размер 1м 10 см — 2м 30 см, 1989 г.
Областная художественная выставка посвященная к 70 — летию образования КазССР «Кайрхан», «Абульхайрхан». Холст, масло, р.70х50 (20.10.1990 г.)
Областная художественная выставка в рамках VII фестиваля «Ұлытау үні». Бюст Жамбула в размере 70х45. Дерево. г. Жезказган, 1995 год
Областная художественная выставка в рамках фестиваля «Байқоңыр дауысы». Керамические иллюстраций к роману М.Ауезова «Путь Абая», г. Жезказган (04.10.1997г)
Установка скульптурной эмблемы санатория «Сарыагаш», «Орел защищающий своих птенцов». Бетон. Выс. 1м 40 см, шир.90 см, 2000 г., поселок Коктерек
Областная выставка посвященная ко дню юмора. «Керамические лики». г. Караганда 01.04.2004 г.
Городская выставка «Амир-Темир». Холст, масло.р.70х40.г. Караганда 17.05.2007 г.
Городская выставка посвященная к празднику Наурыз «Керамические посуды». г. Караганда. 24.03.2007 г.
Областная выставка народных мастеров «Сазсырнай», «Шырағдан». Керамика.г. Караганда. 22.03.2008 г.
Областная выставка народных мастеров «Посуда предков». Керамика. г. Караганда 21.03.2009 г.
Областная выставка народных мастеров «Юрта», «Чаши», «Кувшины». Керамика. г. Караганда 22.03.2010 г.
Автор картины «Гималайдан асу», 2011 г. Холст. масло. Размер 5м 15 см х 1м 43,5 см
Автор картины «Аңырақай шайқасы», 1996 г.. Холст. масло. Размер 1м 55 см х 1м 98 см
Автор картины «Ақтау бекінісі», 2021 г. Холст.масло. Размер 1м 20 см х 1 м

## Награды и народные звания
Награждён медалью Лауреата второго Всесоюзного фестиваля народного творчества, посвященного 70-летию Великой Октябрьской социалистической революции (Москва 1987 год).
Награждён медалью Евразийского Союза Дизайнеров за достигнутые успехи в области дизайна(Астана 2012 год).
в 2016 году был в городе Сеул Республика Корея по обмену опыта при ЮНЕСКО.
Творческие работы находятся в частных коллекциях в странах дальнего зарубежья: США, Японии, Германии. А также в странах СНГ — Россия, Азербайджан, Узбекистан. Участник Республиканских и Международных выставок.

## Ссылки

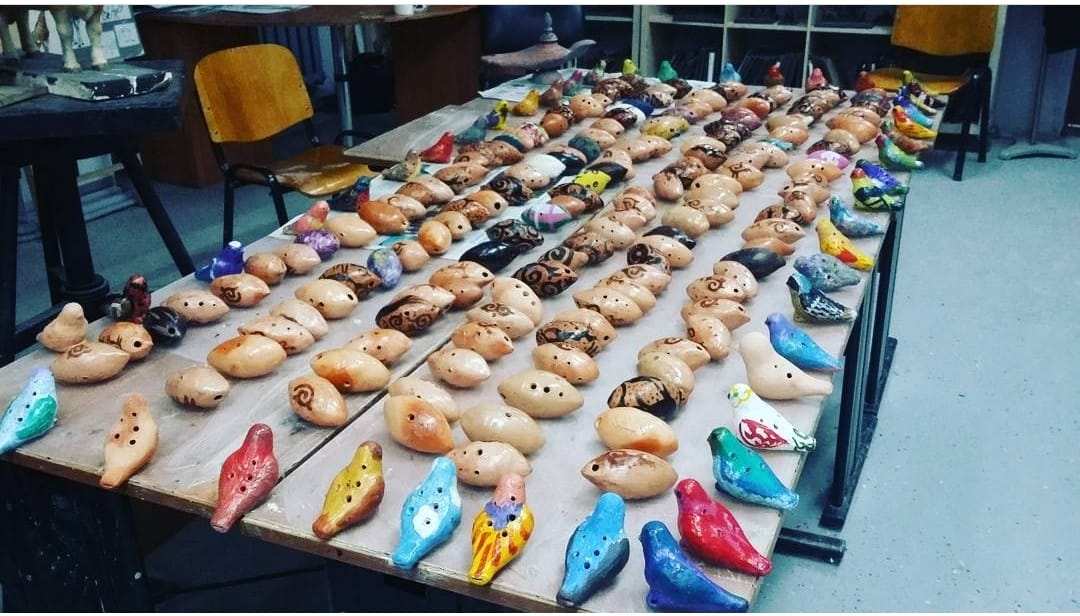
Сазсырнай. Окарина

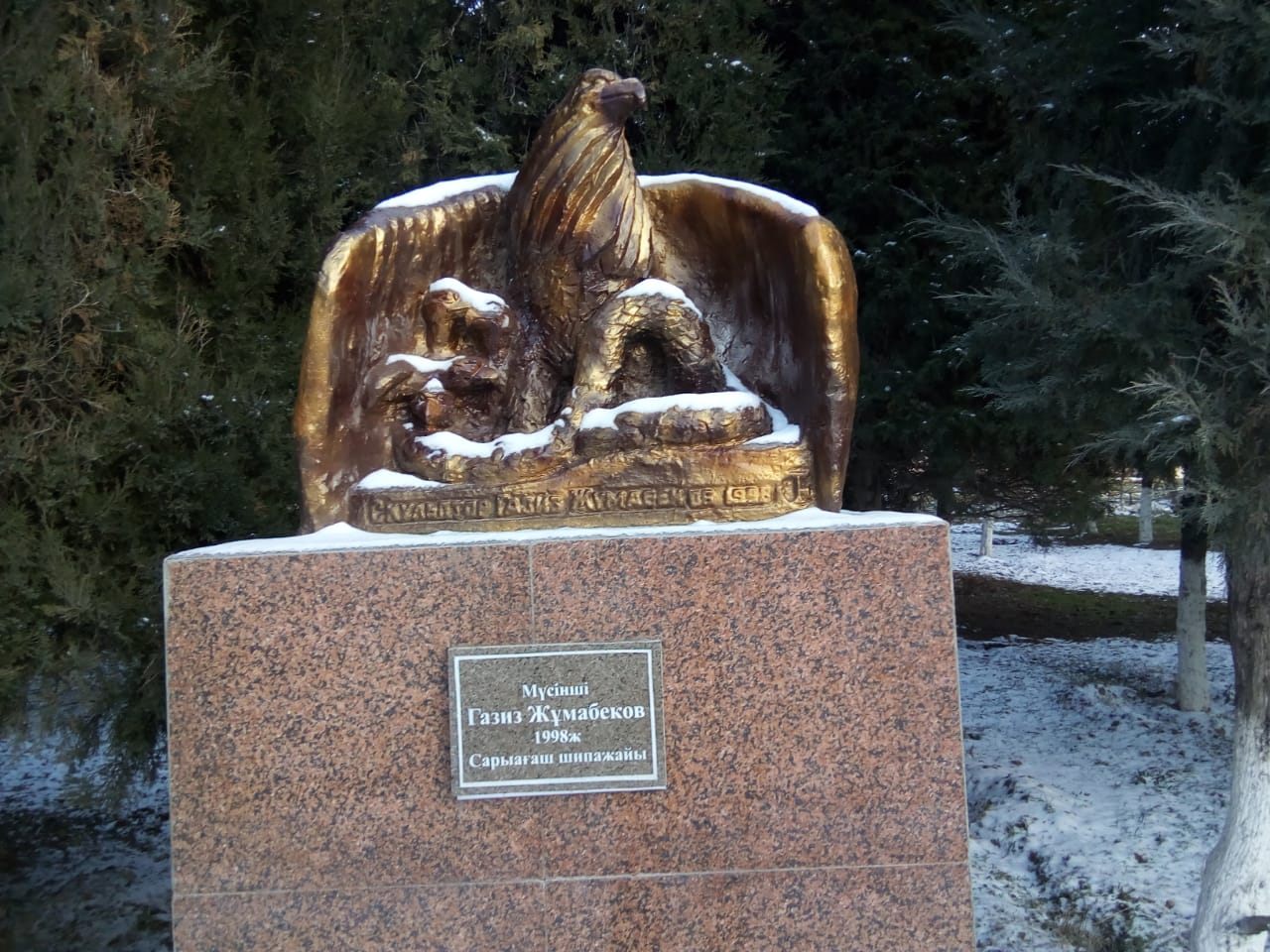
Бүркіт. Сарыағаш символы 1998 ж

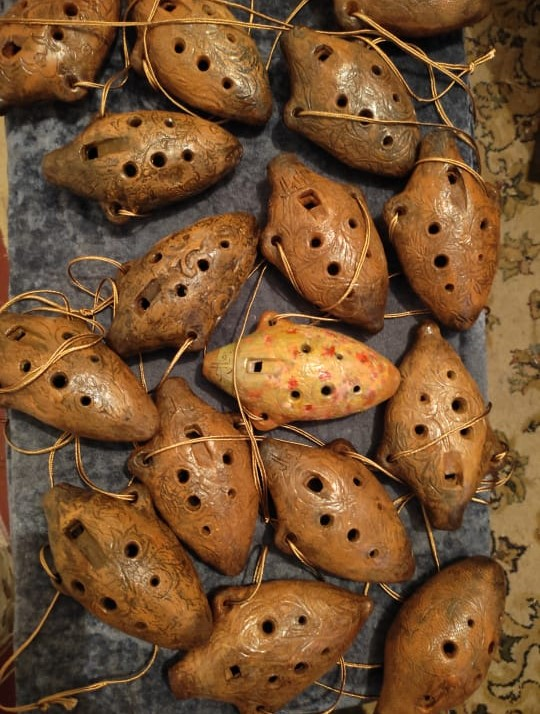
Сазсырнай.